# Sandra Urrutia
Sandra Milena Urrutia Pérez (Aquitania, Boyacá, 20 de septiembre de 1978) es una abogada especialista en telecomunicaciones y derecho administrativo colombiana. 
Fue Ministra de Tecnologías de la Información y Comunicaciones (TIC) de su país desde septiembre de 2022 hasta abril de 2023, bajo el gobierno de Gustavo Petro.
En 2024 fue nombrada secretaria TIC y Gobierno Abierto de la gobernación de Boyacá en el mandato de Carlos Amaya.

## Biografía
Nació un 20 de septiembre en Aquitania (Boyacá). Se crio en Sogamoso, allí estudió en el Colegio de Sugamuxi del que se graduó como bachiller en 1995.
Estudió derecho en la Universidad de Boyacá, cursó una especialización en derecho de Telecomunicaciones en la Universidad del Rosario y una maestría en derecho administrativo en la Universidad Externado.

### Trayectoria
Urrutia Pérez se ha desempeñado en diversos cargos públicos y privados como asesora jurídica de telecomunicaciones y administradora. En el año 2002 inició su carrera en el sector público como asesora jurídica de la Superintendencia de Servicios Públicos Domiciliarios y llegó a ser directora en dicha entidad. Más tarde fue asesora jurídica de la Comisión de Regulación de Comunicaciones (CRC). Fue coordinadora de vigilancia y control de la Autoridad Nacional de Televisión.
Entre 2014 y 2016 pasó al sector privado como coordinadora de regulación, gestión legal y competencia de Telefónica Colombia.
En 2016 fue asesora jurídica del viceministerio de conectividad y digitalización del ministerio TIC durante el mandato de Juan Manuel Santos siendo el ministro David Luna y Juan Sebastián Rozo el viceministro de su área.
En 2019 dirigió un área de investigaciones de la Superintendencia de Industria y Comercio. Más adelante fue directora de vigilancia fiscal para sector TIC en la Contraloría General de la República.
Urrutia ha sido docente de la maestría y especialización de Regulación y Gestión en TIC de la Universidad Externado.

### Ministra de Tecnologías de la Información y Comunicaciones

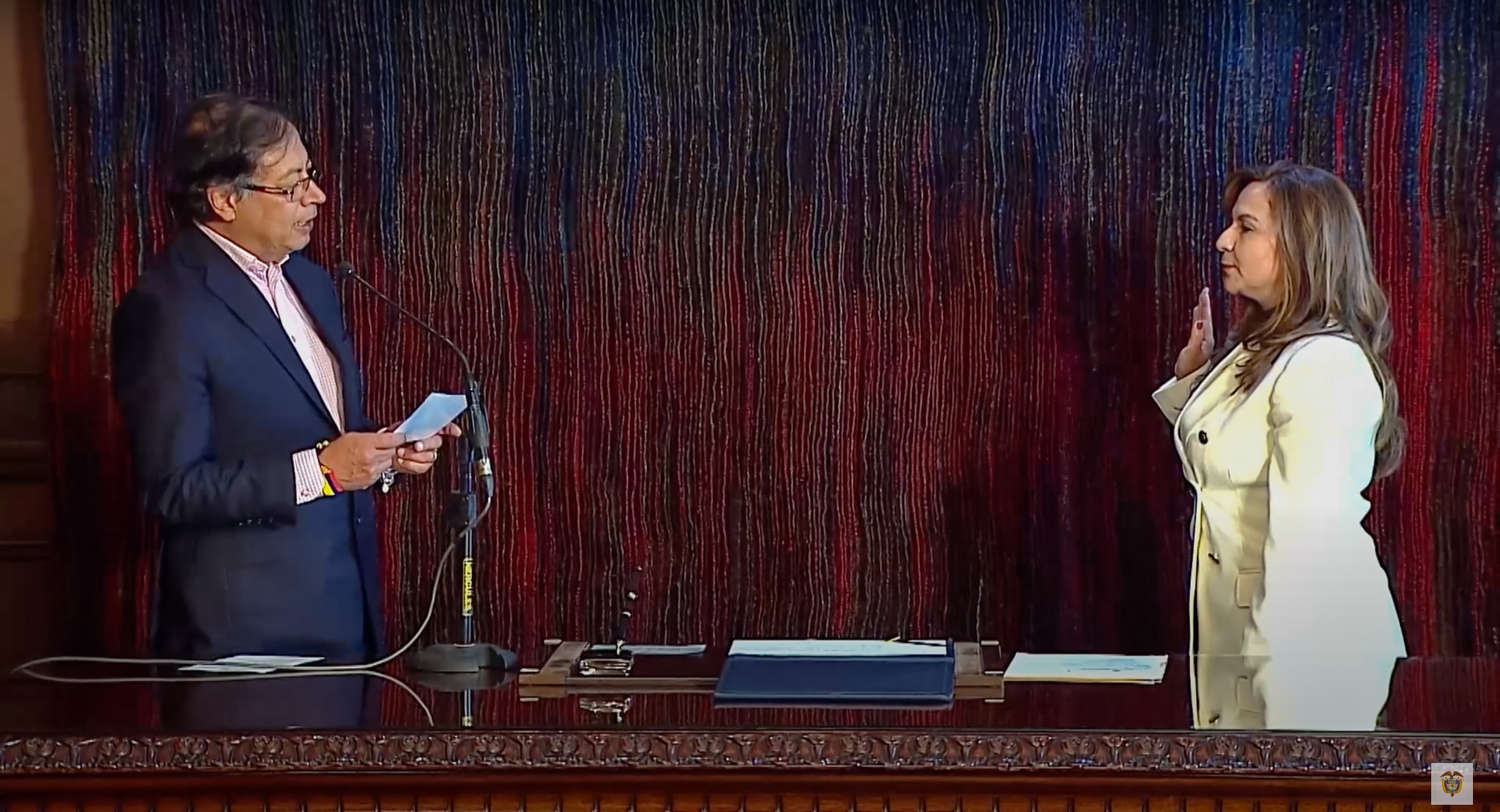
Gustavo Petro tomando juramento a Sandra Urrutia.

Fue designada para dirigir el Ministerio de Tecnologías de la Información y Comunicaciones (TIC) por el presidente Gustavo Petro, se posesionó el 5 de septiembre de 2022 tras veinte días de iniciado el gobierno y después de que el primer nombramiento previsto de Mery Gutiérrez no pudiera realizarse debido a un conflicto de interés de la designada.
Urrutia llegó a conformar el gabinete como representación política del Partido de la U a quien Petro ofreció el ministerio para lograr consolidar el apoyo del partido en el parlamento en el llamado «Acuerdo Nacional» y tras estudiar diversos currículos que le fueron presentados.